# Cotomata (Ort)
Cotomata (Kotomatan) ist eine osttimoresische Siedlung im Suco Manelobas (Verwaltungsamt Maubisse, Gemeinde Ainaro). Das Dorf befindet sich im Nordosten der Aldeia Cotomata, auf einer Meereshöhe von 1385 m. Im Dorf befinden sich der Sitz des Sucos und eine Grundschule.